# Szuwar turzycy zaostrzonej
Zespół turzycy zaostrzonej, szuwar turzycy zaostrzonej (Caricetum gracilis) – zespół roślinności łąkowo-szuwarowej budowany głównie przez turzycę zaostrzoną.

## Charakterystyka
Łąka turzycowa (szuwar niski) zajmująca podmokłe siedliska lądowe – porastające brzegi cieków i zbiorników wodnych. Tworzy torfowisko niskie. Siedlisko żyzne (eutroficzne lub mezotroficzne), o odczynie od lekko kwaśnego do lekko zasadowego (siedliska humotroficzne). Podłoże organiczno-mineralne, torfiejące. Wczesne stadia charakteryzuje większa wilgotność (woda do 0,5 m głębokości), obecność gatunków wodnych i szuwaru wysokiego oraz wyższe pH,  następne są suchsze i kwaśniejsze, z bujną warstwą mszystą. W sukcesji zastępuje zbiorowiska szuwaru wysokiego, a przechodzi w podmokłe łąki (klasa Molinio-Arrhenatheretea), ewentualnie w łozowiska i olsy, rzadziej w inne rodzaje torfowisk i  turzycowisk.
Występowanie
Pospolite w całej Polsce, mniej liczne w części południowej.
Charakterystyczna kombinacja gatunków
ChAss.: turzyca zaostrzona (Carex gracilis).
ChAll.: turzyca błotna (Carex acutiformis), turzyca tunikowa (Carex appropinquata), turzyca Buxbauma (Carex buxbaumii), turzyca dwustronna (Carex disticha), turzyca zaostrzona (Carex acuta), turzyca sztywna (Carex elata), turzyca prosowa (Carex paniculata), turzyca nibyciborowata (Carex pseudocyperus), turzyca brzegowa (Carex riparia), turzyca dzióbkowata (Carex rostrata), turzyca pęcherzykowata (Carex vesicaria), turzyca lisia (Carex vulpina), szalej jadowity (Cicuta virosa), kłoć wiechowata (Cladium mariscus), przytulia błotna (Galium palustre), kosaciec żółty (Iris pseudacorus), tojeść bukietowa (Lysimachia thyrsiflora), kropidło piszczałkowate (Oenanthe fistulosa), gorysz błotny (Peucedanum palustre), mozga trzcinowata (Phalaris arundinacea), wiechlina błotna (Poa palustris), jaskier wielki (Ranunculus lingua), tarczyca pospolita (Scutellaria galericulata).
ChCl. : żabieniec babka wodna (Alisma plantago-aquatica), ponikło błotne (Eleocharis palustris), skrzyp bagienny (Equisetum fluviatile), manna mielec (Glyceria maxima), trzcina pospolita (Phragmites australis), szczaw lancetowaty (Rumex hydrolapathum), oczeret Tabernemontana (Schoenoplectus tabernaemontani), marek szerokolistny (Sium latifolium), pałka szerokolistna (Typha latifolia).
Typowe gatunki
Charakterystyczna kombinacja gatunków zbiorowiska ma znaczenie dla diagnostyki syntaksonomicznej, jednak nie wszystkie składające się na nią gatunki występują często. Dominantem jest turzyca zaostrzona. Inne częściej występujące gatunki to: przytulia błotna, szczaw lancetowaty, kosaciec żółty, skrzyp bagienny, manna mielec, marek szerokolistny, żabieniec babka wodna, rzepicha ziemnowodna, wiechlina błotna, mozga trzcinowata, krwawnica pospolita, tojeść pospolita, bobrek trójlistkowy, knieć błotna, rdest ziemnowodny, tojeść rozesłana. Poza tym stwierdzono kilkaset dalszych gatunków towarzyszących.